# Torre de La Mata
La torre de La Mata es una torre de vigilancia costera construida en una playa de La Mata, municipio de Torrevieja, en la Comunidad Valenciana, España.
Se encuentra situada junto a la plaza del Embarcadero en el centro urbano de la pedanía torrevejense de La Mata. A poca distancia se encuentra un canal que aporta agua salina a la laguna homónima del parque natural de las Lagunas de La Mata y Torrevieja.
Su planta es circular, con forma trococónica, un diámetro de unos cinco metros y está construida con mampostería. Ha sufrido diversas reparaciones a lo largo de la historia. Se sabe que la torre de La Mata se levantó de nuevo sobre antiguos restos en el siglo XVI, siendo reconstruida por el ingeniero militar Juan Bautista Antonelli y una de las últimas reparaciones se realizó en 1982.
El objeto de la torre era de tipo defensivo y se supone la existencia de una fortificación en la entrada a un muelle empleado en la carga de sal y otros productos. En la descripción que realiza el ingeniero militar Pedro de Navas en 1787 señala que disponía de un cañón de bronce. La producción de sal en Torrevieja ha utilizado el transporte marítimo como un medio habitual, realizándose la carga en la localidad de La Mata y posteriormente en la cala Cornuda, en la ciudad de Torrevieja, conocida como las eras de la sal. Las torres defensivas y de vigilancia formaron parte de las infraestructuras costeras, siendo la más importante la de Torrelamata, que dio nombre a la pedanía, existiendo otra en la zona del Cabo Cervera conocida como la Torre del Moro, y una tercera denominada la torre-vieja, que se encontraría próxima a la cala Cornuda y da nombre a la ciudad, y de la que sólo se conservan los cimientos.
Está declarada como Bien de interés cultural en 1995.